# 哈特曼山斑馬
哈特曼山斑馬（學名：Equus zebra hartmannae），又名哈氏山斑馬或山斑馬哈氏亞種，是棲息在安哥拉西南部及納米比亞西部的山斑馬亞種。
哈特曼山斑馬喜歡以小群居住，成員共7-12匹。牠們靈活，適合在乾旱及陡斜的山區生活。
有指哈特曼山斑馬應與海角山斑馬分開，成為一個獨立物種，不過卻沒有遺傳學的證據。

## 保育狀況
牠們被列為《瀕危野生動植物種國際貿易公約》附錄二的物種，被限制出口及貿易。